# Ostanki dneva
Ostanki dneva (v izvirniku The Remains of the Day) je zgodovinski roman, ki ga je leta 1989 izdal nobelov nagrajenec Kazuo Išiguro. Glavni junak, Stevens, je butler z dolgoletnim stažem v dvorcu Darlington Hall, ki se nahaja v bližini Oxforda. V letu 1956 se Stevens, z dovoljenjem delodajalca, odpravi na potovanje v zahodni del Anglije, da bi obiskal bivšo sodelavko. Na poti se spominja dogodkov v Darlington Hallu v dvajsetih in tridesetih letih 20. stoletja.
Leta 1989 je Išiguro za Ostanke dneva prejel Bookerjevo nagrado, eno najbolj prestižnih literarnih nagrad v angleško govorečem svetu. Za slovenski prevod romana je Srečko Fišer dobil Sovretovo nagrado.

## Filmska adaptacija
Po knjigi so leta 1993 posneli film, katerega režiser je bil James Ivory, producenti pa Ismail Merchant, Mike Nichols in John Calley (Merchant Ivory Productions). V glavni vlogi je igral Anthony Hopkins (Stevens), Emma Thompson pa je nastopila v vlogi Miss Kenton. Stranske vloge so odigrali Christopher Reeve (kongresnik Lewis), James Fox (Lord Darlington), Hugh Grant (Reginald Cardinal) in Peter Vaughan (g. Stevens starejši). Film je bil nominiran za osem oskarjev.